# Chris Naunton
Christopher Hugh Naunton est un égyptologue britannique, un écrivain et un animateur, ainsi qu'un spécialiste de la vie de Flinders Petrie. Il a étudié l'égyptologie aux universités de Birmingham et de Swansea et a obtenu un doctorat.
Il a été directeur de l'Egypt Exploration Society. En 2013, il a présenté Tutankhamun : The mystery of the Burnt Mummy (Toutankhamon : le mystère de la momie brûlée) sur Channel 4 au Royaume-Uni.
Chris Naunton a participé à un programme d'enseignement de l'égyptologie et de l'histoire de l'Égypte antique intitulé Playing in the Past, une série Twitch.tv, basée sur les reconstitutions du jeu vidéo Assassin's Creed Origins, qu'il considère comme « la meilleure visualisation de l'Égypte ancienne »,.

## Publications
- Christopher Hugh Naunton, 2011, Regime Change and the Administration of Thebes During the Twenty-fifth Dynasty, Swansea University.
- Christopher Hugh Naunton, 24 septembre 2019, À la recherche des tombes perdues d'Égypte, Thames & Hudson,  (ISBN 978-0-500-77452-6).
- Christopher Hugh Naunton, Guilherme Karsten, 28 mai 2021, Le roi Toutânkhamon dit tout !, Thames & Hudson,  (ISBN 978-0-500-65255-8).
- Christopher Hugh Naunton, 2020, Carnets d'égyptologues, « L'âge d'or de l'exploration du Nil en mots, images, plans et lettres », Getty Publications,  (ISBN 978-1-60606-676-8).